# حسين فارس
حسين فارس (بالعبرية: חסין פארס‏) هو سياسي إسرائيلي، ولد في 18 سبتمبر 1935. حزبياً، نشط في حزب العمال الموحد. وقد انتخب عضو الكنيست ‏ وقد انضم خلال فترته النيابية ‏ (9 مارس 1992 – 13 يوليو 1992) للكتلة البرلمانية حزب ميرتس وانتخب عضو الكنيست ‏ وقد انضم خلال فترته النيابية ‏ (21 نوفمبر 1988 – 9 مارس 1992) للكتلة البرلمانية حزب العمال الموحد.